# Limonium popovii
Limonium popovii är en triftväxtart som beskrevs av Kubansk. Limonium popovii ingår i släktet rispar, och familjen triftväxter. Inga underarter finns listade i Catalogue of Life.